# Jagnjilo (gmina miejska Mladenovac)
Jagnjilo (cyr. Јагњило) – wieś w Serbii, w mieście Belgrad, w gminie miejskiej Mladenovac. W 2011 roku liczyła 1931 mieszkańców.